# Greatest Hits (альбом «Элизиума»)
Greatest Hits — альбом-сборник российской рок-группы «Элизиум», выпущенный в Интернете 2 сентября 2010 года. Greatest Hits представляет собой компиляцию лучших песен «Элизиума», которые были записаны в новых студийных версиях и в новом исполнении, актуальном на момент выхода альбома. В отличие от первого сборника «Рок-планета!», на альбоме Greatest Hits нет новых песен. Сборник целиком включает в себя обновлённые песни с релизов группы 1998—2008 годов, а также впервые записанные в студийных версиях песни «Круглый год» и «Радуга».
Сборник Greatest Hits состоит из 26-и песен и условно разделён на два альбома. Альбом «Vol.1: Рок» включает в себя 13 композиций, записанных в традиционном для группы «Элизиум» стиле. На альбом «Vol.2: Акустика?!» записано 13 других композиций, которые были исполнены под акустические музыкальные инструменты, без электрогитар.

## История записи
В начале июля 2009 года группа «Элизиум» сообщила на своём официальном сайте, что находится в стадии записи нового альбома под рабочим названием Greatest Hits. Тогда же были известны основные детали альбома. Альбом-сборник Greatest Hits планировался как двойной, условно разделённый на два сегмента — альбомы «Рок» и «Акустика?!». Основная идея Greatest Hits состояла в том, чтобы преподнести уже существующие песни «Элизиума» в новых студийных версиях под общей концепцией лучших песен. «Мы заново записали все песни, которые хотели увидеть в Greatest Hits. И не просто записали, а показали их в том виде, в каком они сейчас исполняются на концертах — где-то с партиями виолончели, где-то с добавлением клавишных. Многие наши песни, например, „Острова“, существуют в студийном варианте „образца“ 2000 года. Мы уже давно играем эту песню по-другому, да и за все это время мы научились записывать песни нормально, качественно. За это время у нас поменялось звучание — это необходимо зафиксировать в студийной записи».

### Отбор песен
К моменту записи Greatest Hits на счету группы «Элизиум» имелось пять студийных альбомов, а также несколько оригинальных композиций со сборника «Рок-планета!». Особого отбора песен с этих релизов для перезаписи на Greatest Hits у «Элизиума» не было. Группа руководствовалась одним основным принципом: обратить внимание на то, какие песни больше всего востребованы публикой на концертах — как в обычном, так и в акустическом исполнении. Некоторые песни были выбраны участниками группы по личным соображениям. Таковой, например, является старая песня «Мой самоконтроль» с дебютного альбома «Домой!» 1998 года. В 2008 году «Элизиум» сыграл её на концерте в «Лужниках» — по словам группы, её исполнение понравилось слушателям и оставило хорошее впечатление для самих музыкантов. На альбом также вошла ещё одна старая песня — «Круглый год», которая никогда ранее не издавалась в хорошем качестве (существовал лишь её «studio-mix» в качестве бонус-трека на альбоме «Глупый стёб, попса... и никаких революций!»). Группа решила переписать песню, считая её панк-хитом, с традиционной музыкой и стёбным текстом. Песня «Радуга» была записана в студии впервые, хотя изначально «Элизиум» планировал оставить её исключительно в концертном звучании на альбоме «Радуга Live» 2007 года. Некоторые свои песни — например, «Я иду домой» и «Я кричу» — группа «Элизиум» категорически не хотела перезаписывать для Greatest Hits, даже по просьбам фанатов. Записывать новые песни на альбом группа не стала, поскольку это не соответствовало концепции «лучших песен».
Для группы «Элизиум» было принципиальным, чтобы оба сегмента альбома Greatest Hits, «Рок» и «Акустика?!», включали в себя по 13 треков. Из-за этого на сборнике Greatest Hits не нашлось места некоторым песням, которые группа хотела записать для альбома «Акустика?!» (например, песни «Дождь», «И рассыплется в пыль»). Хотя второй сегмент Greatest Hits является своего рода первым акустическим альбомом «Элизиума», проводить акустическую программу на своих концертах группа начала относительно давно. В обоих случаях группа использует название «Акустика?!». Знак вопроса в названии стоит неслучайно, поскольку, по словам группы, исполнение песен в такой программе не является строго акустическим. Какие-то песни «Элизиум» действительно исполняет под акустическую гитару, но многие из них отличаются от привычного стиля группы лишь тем, что исполняются в жанрах кантри, нео-свинга, диско, псевдо-R&B — при этом звучание остаётся таким же энергичным, как и в оригинальных версиях этих песен. В песнях «Акустики?!» может и вовсе отсутствовать акустическая гитара, а музыкальный ряд составлять только смычковые и духовые инструменты вместе с перкуссией.

### Запись альбома

Вероятно, ранний вариант обложки Grestest Hits. Изображение было опубликовано на сайте «Элизиума» в новости весной 2010 года.

В апреле 2010 года «Элизиум» сообщил, что на тот момент альбом Greatest Hits был готов. Группе оставалось решить некоторые технические нюансы и определиться с датой выпуска альбома. Выпуск Greatest Hits несколько раз откладывался по различным обстоятельствам. Музыканты группы «Элизиум» начинали записывать альбом на домашней студии их звукорежиссёра, однако через некоторое время та перестала работать, и группе пришлось продолжать запись в другой студии. На задержку записи также повлиял гастрольный график группы и тот факт, что музыкантам нужно было периодически отдыхать от выступлений. Лидер «Элизиума» Дмитрий Кузнецов говорит, что по этим причинам в период записи альбома Greatest Hits участники группы ни разу не собирались в студии вместе. «Дело ведь ещё и в том, что перед записью эти песни, по сути, специально не разбирались, не репетировались: каждый музыкант приходил в студию отдельно и выплёскивал на песню собственные эмоции и мировидение». Когда же музыканты прослушали готовый альбом, то обнаружилось, что песни были перегружены больши́м количеством музыкальных партий, по 5-6 из которых приходилось на каждого из семи участников «Элизиума». Поэтому, по словам Кузнецова, альбому пошло на пользу пролежать полгода, вместо того чтобы быть выпущенным весной или летом.

## Выпуск альбома
Альбом Greatest Hits был выпущен 2 сентября 2010 года в Интернете, официально доступный для бесплатной загрузки на сайте группы «Элизиум» и через торрент-трекер RuTracker.org. Группа не стала выпускать альбом на компакт-дисках, поскольку считала, что в России уже нет должной дистрибуции в среде альтернативного рока. Спустя сутки число загрузок альбома Greatest Hits превысило 30 000. Ранее «Элизиумом» было анонсировано, что тираж Greatest Hits на компакт-дисках будет выпущен для приобретения на осенних концертах группы, однако этого не состоялось.
«Элизиум» представил программу альбома Greatest Hits во время трёхнедельного концертного тура по США, в который группа отправилась в конце сентября.

## Список композиций

### Vol.1: Рок
| №                   | Название                                                   | Длительность |
| ------------------- | ---------------------------------------------------------- | ------------ |
| 1.                  | «Альпинист» (Все острова!)                                 | 2:47         |
| 2.                  | «Круглый год» (Глупый стёб, попса... и никаких революций!) | 2:45         |
| 3.                  | «Радуга» (Радуга Live)                                     | 2:52         |
| 4.                  | «Как бы всё?» (Все острова!)                               | 2:11         |
| 5.                  | «Как Гоген» (Все острова!)                                 | 3:06         |
| 6.                  | «Ослепительный мир» (Космос)                               | 3:37         |
| 7.                  | «Как Ван Гог» (Все острова!)                               | 2:43         |
| 8.                  | «Мой самоконтроль» (Домой!)                                | 2:16         |
| 9.                  | «Алкогольная» (Все острова!)                               | 2:46         |
| 10.                 | «Интересно» (Космос)                                       | 3:51         |
| 11.                 | «Супер-робот» (Космос)                                     | 3:37         |
| 12.                 | «Космос» (Космос)                                          | 3:27         |
| 13.                 | «Острова» (Все острова!)                                   | 3:18         |
| Общая длительность: | Общая длительность:                                        | 39:26        |

### Vol.2: Акустика?!
| №                   | Название                                   | Длительность |
| ------------------- | ------------------------------------------ | ------------ |
| 1.                  | «Словно Будда» (Космос)                    | 3:09         |
| 2.                  | «Море наступает» (Рок-планета!)            | 2:06         |
| 3.                  | «Солнце» (Космос)                          | 2:55         |
| 4.                  | «Не грусти!» (Все острова!)                | 2:07         |
| 5.                  | «Обратная сторона Луны» (Рок-планета!)     | 3:04         |
| 6.                  | «Другие грани понимания свободы» (13)      | 3:01         |
| 7.                  | «Стрелки на часах» (На окраинах Вселенной) | 4:15         |
| 8.                  | «Колесо Сансары» (Космос)                  | 2:53         |
| 9.                  | «Южная» (Космос)                           | 3:58         |
| 10.                 | «Волшебные деньги» (Рок-планета!)          | 3:47         |
| 11.                 | «Время не ждёт» (Космос)                   | 2:41         |
| 12.                 | «Про вертолёт» (Домой!)                    | 2:41         |
| 13.                 | «Я пришёл домой» (Рок-планета!)            | 3:13         |
| Общая длительность: | Общая длительность:                        | 39:50        |

## Участники записи
- Дмитрий «Дракол» Кузнецов — бас-гитара;
- Александр «Пропеллер» Телехов — вокал, акустическая гитара;
- Александр «Комар» Комаров — труба;
- Алексей «Младшой» Кузнецов — ударные, перкуссия;
- Кирилл «Кира» Крылов — гитара, бэк-вокал;
- Егор Баранов — виолончель, клавишные, бэк-вокал;
- Альберт Родин — саксофон.

## Музыкальные клипы
- «Круглый год». 22 ноября 2010 года «Элизиум» выпустил видеоклип на песню «Круглый год». Главную роль в клипе исполнил трубач «Элизиума» Дмитрий Сотников. По сюжету клипа, герой Сотникова просыпается у себя в квартире от требовательного стука в дверь. Он выбирается из дома через окно и бежит по улицам Нижнего Новгорода, пытаясь скрыться от проблем повседневной жизни. По дороге он в спешке причиняет неприятности встречным людям, вынуждая их преследовать его. В конце клипа герой прыгает в Волгу и выбирается на другом берегу, устало падая в траву[10]. Режиссёром клипа является директор продакшн-студии VideoMC Алексей Дунаев, уже снимавший видео для других нижегородских групп[10][11]. Съёмки клипа проходили в сентябре 2010 года, и Дмитрию Сотникову, исполнявшему главную роль в клипе, пришлось совершать прыжок почти что в ледяную Волгу[3].
- «Стрелки на часах». 4 февраля 2011 года вышел клип на песню с акустического сегмента Greatest Hits — «Стрелки на часах»[12]. Работа над ним началась параллельно вместе со съёмками клипа «Круглый год». Название целевой песни второго клипа тогда держалось в секрете[3].